# Pallissa de Masjoan
La Pallissa de Masjoan és una cabana habilitada com a garatge d'Espinelves (Osona) inclosa a l'Inventari del Patrimoni Arquitectònic de Catalunya.

## Descripció
Edifici civil. Cabana de planta rectangular (14 x 10), coberta a dues vessants, la sud més prolongada, i el carener perpendicular a la façana, situada a ponent. La prolongació del vessant abriga un cos que per la part de la façana ha estat reformat. Consta de planta baixa i pis. La façana presenta dos portals a la planta, un amb llinda de roure i l'altre reformat. Al primer pis i sota el carener hi ha una obertura molt àmplia on es pot observar un gros cavall de fusta i, a la part més baixa, una finestra rectangular. Els murs nord i sud són cecs i a l'est hi ha dos portals rectangulars que donen directament al primer pis, ja que la cabana es troba assentada sobre el desnivell. Només hi ha ràfec a la façana, on el voladís és més ampli i està apuntalat al mur per unes fustes. És remarcable el sistema del carener tot de fusta.

## Història
La història de la cabana va unida a la del mas, que apareix a la documentació del monestir de Sant Llorenç del Munt, on diu que, per diverses deixes i compres, pertanyien a la canònica tant les terres com les persones.
També el trobem als fogatges de la parròquia i terme de 1553, on consta STEVE TANYEDES alies MASJOAN.
La casa fou reformada i ampliada al segle xviii i segurament les dependències agrícoles i la pallissa també.